# Witold Świętosławski
Witold Świętosławski (ur. 1 stycznia 1956 w Zgierzu) – archeolog, profesor doktor habilitowany.

## Życiorys
Absolwent I Liceum Ogólnokształcącego im. St. Staszica w Zgierzu. Studia z zakresu archeologii ukończył w 1980 na Uniwersytecie Łódzkim, w 1990 uzyskał stopień doktora w Instytucie Historii Kultury Materialnej PAN, a habilitację w 1999 w Instytucie Archeologii i Etnologii PAN. Od 1 września 2012 do 31 sierpnia 2020 dyrektor Instytutu Archeologii i Etnologii Wydziału Historycznego Uniwersytetu Gdańskiego, kierownik Zakładu Archeologii Średniowiecza i Nowożytności. Pracownik Instytutu Archeologii i Etnologii PAN. Specjalista w dziedzinie badań archeologicznych średniowiecza oraz bronioznawstwa, ze szczególnym uwzględnieniem  śladów bytności ludów Wielkiego Stepu na terenach ziem polskich oraz kulturze materialnej średniowiecza w Polsce i państwie zakonu krzyżackiego w Prusach. Jest członkiem Komisji Archeologii Średniowiecza i Nowożytności Komitetu Nauk Pra- i Protohistorycznych Wydziału I Polskiej Akademii Nauk, rzeczoznawca Ministra Kultury w zakresie opieki nad zabytkami w dziedzinie archeologia. W 2010 otrzymał tytuł Honorowego Obywatela Miasta Zgierza. W 2021 odznaczony Srebrnym Krzyżem Zasługi.
Autor kilku publikacji książkowych i ponad 100 artykułów. 
Działalność redakcyjna: 
- redaktor Acta Archaeologica Lodziensia
- członek rady redakcyjnej serii Historia Militaria. Issledovanija po vojennomu delu drevnosti i srednevekovja, wydawanej przez Sankt-Peterburski Gosudarstvennyj Universitet
- sekretarz redakcji Łódzkie Sprawozdania Archeologiczne
- członek redakcji Acta Militaria Mediaevalia
- członek redakcji Gdańskie Studia Archeologiczne
- członek Komisji Wydawniczej przy Dyrektorze IAE PAN

## Badania terenowe
Kierował pracami wykopaliskowymi na Pomorzu, Mazurach, Kujawach i w Polsce Środkowej. Uczestniczył w badaniach wykopaliskowych na kilkudziesięciu stanowiskach, m.in. w Polsce, Mongolii, Baszkirii, Uralu i Zauralu. Odbył podróże badawcze m.in. do Czech, Bułgarii, Słowacji, Węgier, Ukrainy, Rosji, Austrii, Finlandii, Danii, Francji.

## Publikacje książkowe
- Strzemiona średniowieczne z ziem Polski, Łódź 1990, (za którą otrzymał w 1993 roku I Nagrodę Poznańskiego Towarzystwa Przyjaciół Nauk)
- Uzbrojenie koczowników Wielkiego Stepu w czasach ekspansji Mongołów. XII-XIV w., Łódź 1996.
- Archeologiczne ślady najazdów tatarskich na Europę Środkową w XIII w., Łódź 1997.
- Arms and Armour of the Nomads of the Great Steppe in the Times of the Mongol Expansion (12th-14th Centuries), Łódź 1999.
- Ślady koczowników Wielkiego Stepu z X, XI i XII wieku w dorzeczach Wisły i Odry, Łódź 2006.
- Prusowie i Wielki Step. Ślady tradycji stepowych koczowników u zachodnich Bałtów, Gdańsk 2023.